# 卡尼亚达罗萨尔
卡尼亚达罗萨尔，是西班牙安达卢西亚自治区塞维利亚省的一个市镇。总面积26平方公里，总人口3023人（2001年），人口密度116人/平方公里。